# لغات الأرجنتين

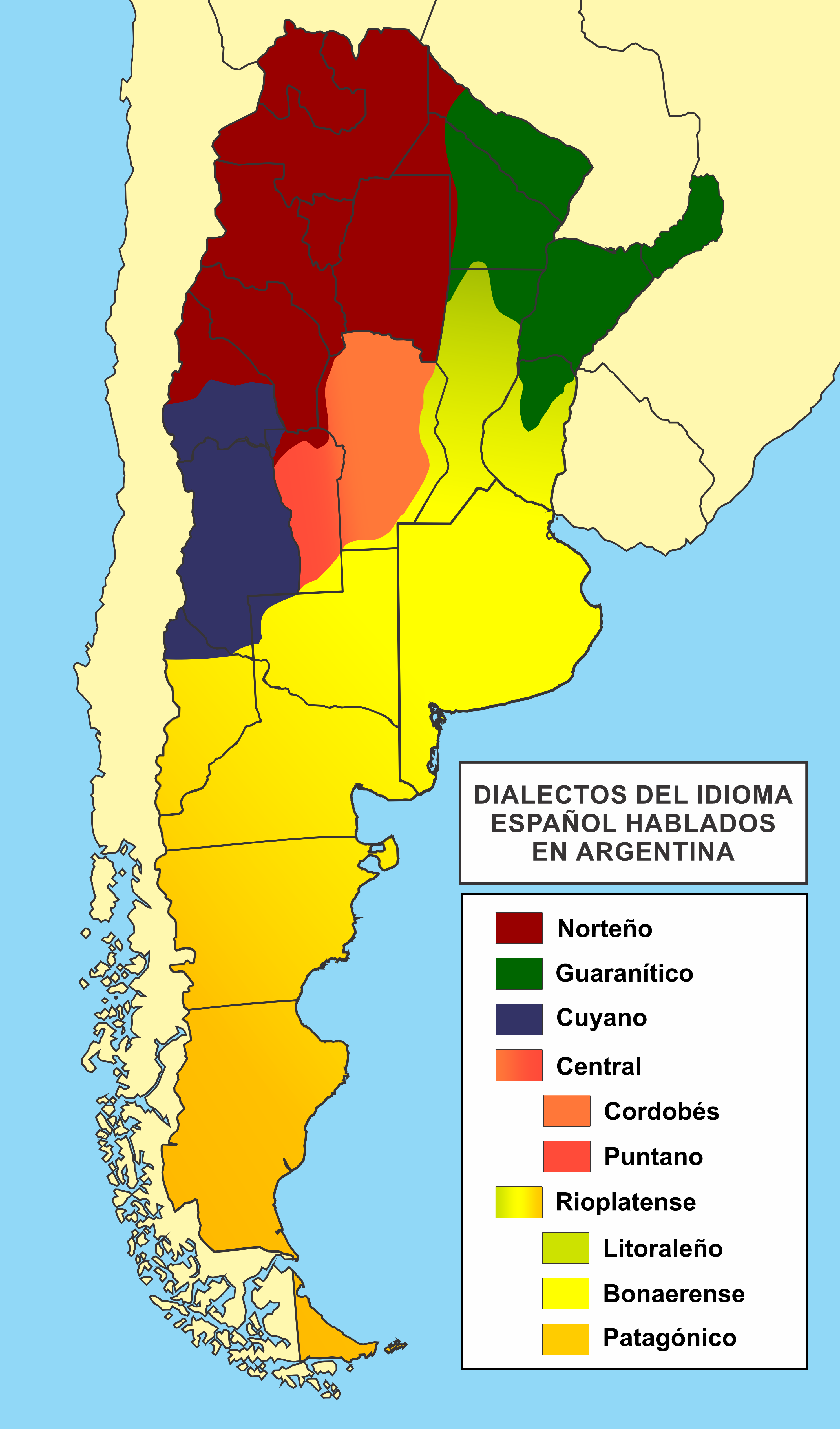
توزيع اللهجات الإسبانية في الأرجنتين

الأرجنتين دولة تقع في أمريكا الجنوبية ، لغتها الرسمية هي الإسبانية. في الأرجنتين توجد 27 لغات مسجلة بضمنها لغة الإشارة الأرجنتينية (en) ولغة بائدة واحدة.

## اللهجات الإسبانية
من اللهجات الإسبانية الشائعة في الأرجنتين:
- البرتونيول (en)، أي أنها لهجة خليطة من الإسبانية والبرتغالية. وهي نوعان:
  - Portuñol
  - Portunhol
- أسبانية ريوبليتية (en)، أي أنها منسوبة إلى نهر لا بلاتا أو كما يسمى بالإسبانية (Río de la Plata)
- اللنفاردو (en)

## اللغات المحلية
من اللغات المحلية الأخرى:
- الأيمارية الوسطى (لغة أيمرية)، وهي فرع من لغة أيمارا
- تشيريبا، وهي إحدى لهجات لغة أفا غواراني البارزة
- إيوجواجا تشوروت (en)
- إيووجوا تشوروت (en)
- الغوارانية (غوارانية)، ومنها:
  - الغوارانية الباراغوانية، عادة يتكلمها الوافدون من الباراغواي
  - لغة مبيا غواراني (en)
  - الغواراني الأرجنتينية الغربية وتسمى أيضاً الغواراني البوليفية الشرقية (en)، بالإضافة إلى لهجاتها الأخرى:
    - لهجة تابيتيه
- الكايوا (en)
- المابوتشية (en)
- الموكوفية (en)
- النيفاكلية (en)
- البيلاغا (en)
- الكيتشوا البوليفية الجنوبية (en)
- الكيتشوا سنتياغينيو (en)، وتعرف أيضاً بالكيتشوا سنتياغو ديل إستيرو
- التوبا (en)
- الويلزية
- لغات ويتشي (en) وتشمل:
  - الويتشي لامتيس غويسناي (en)
  - الويتشي لامتيس نوكتن (en)
  - الويتشي لامتيس فيخوس (en)

## لغات أخرى
من اللغات الأخرى والتي يتكلمها الوافدون إلى الأرجنتين:
- الإيطالية، وهي ثاني لغات الأرجنتين من حيث عدد المتكلمين.
- العربية بلهجات شامية، وهي ثالث لغات الأرجنتين.[3]
- كتالانية
- اليديشية الشرقية
- الأنسركية (en)
- اليابانية
- اللتوانية
- الألمانية
- الألمانية السفلى (en) أو البلاودتش
- السلوفينية
- الطورية
- الأوكرانية
- لغة بلاكس رومنية (en) وهي لهجة من لهجات اللغة الرومنية

## لغات منقرضة
- الأبيبونية (en) وهي لغة بائدة كان يتكلمها شعب الأبيبون (en)
- الأونا (en)، حتى عام 1990 بقى شخصان يتكلمان هذه اللغة، قد تكون هذه اللغة قد انقرضت.
- البويلتشية (en)، كان هنالك 5 أشخاص فقط يتكلمونها، قد تكون هذه اللغة قد انقرضت.
- التويلتشية (en)، كان لها 4 متحدثين فقط حتى عام 2000 رغم أن تعداد شعب تويلتشي هو بالآلاف في الأرجنتين لكنهم بدأوا يتركون اللغة ويتكلمون المابوتشية.
- الفيللية (en)، كان لها 20 متحدثين فقط حتى عام 1981.

## وصلات خارجية
- خريطة توزيع اللغات في الأرجنتين